# Каллеген (округ, Техас)
Шаблон:StateAbbr_ 32°17′ пн. ш. 99°22′ зх. д. / 32.29° пн. ш. 99.37° зх. д.
Округ Каллеген (англ. Callahan County) — округ (графство) у штаті Техас, США. Ідентифікатор округу 48059.

## Історія
Округ утворений 1877 року.

## Демографія
За даними перепису 2000 року загальне населення округу становило 12905 осіб, зокрема міського населення було 3515, а сільського — 9390. Серед мешканців округу чоловіків було 6267, а жінок — 6638. В окрузі було 5061 домогосподарство, 3752 родин, які мешкали в 5925 будинках. Середній розмір родини становив 2,97.
Віковий розподіл населення поданий у таблиці:
| Стать    | До 15 років | 15-21 | 22-29 | 30-39 | 40-49 | 50-65 | 65-85 | Понад 85 |
| -------- | ----------- | ----- | ----- | ----- | ----- | ----- | ----- | -------- |
| Чоловіки | 1349        | 652   | 426   | 812   | 981   | 1086  | 877   | 84       |
| Жінки    | 1320        | 587   | 442   | 901   | 933   | 1222  | 1066  | 167      |

## Суміжні округи
- Шекелфорд — північ
- Істленд — схід
- Браун — південний схід
- Коулман — південь
- Тейлор — захід
- Джонс — північний захід

## Виноски
1. ↑  U.S. Decennial Census. United States Census Bureau. Архів оригіналу за 26 квітня 2015. Процитовано 20 квітня 2015.
2. ↑  Texas Almanac: Population History of Counties from 1850–2010 (PDF). Texas Almanac. Архів оригіналу (PDF) за 26 лютого 2015. Процитовано 20 квітня 2015.
3. ↑  State & County QuickFacts. United States Census Bureau. Архів оригіналу за 8 липня 2011. Процитовано 9 грудня 2013.(англ.) Наведено за англійською вікіпедією.
4. ↑  American FactFinder. Бюро перепису населення США. Архів оригіналу за 29 липня 2011. Процитовано 31 січня 2008.

| США | Це незавершена стаття з географії США. Ви можете допомогти проєкту, виправивши або дописавши її. |